# Pardosa sordidecolorata
Pardosa sordidecolorata är en spindelart som först beskrevs av Embrik Strand 1906.  Pardosa sordidecolorata ingår i släktet Pardosa och familjen vargspindlar.
Artens utbredningsområde är Etiopien. Inga underarter finns listade i Catalogue of Life.